# Makkovik
Makkovik (Inuit: Maquuvik) is een dorp in de Canadese provincie Newfoundland en Labrador, gelegen aan de Atlantische kust van de regio Labrador. Het is een van de vijf als gemeente erkende plaatsen in de autonome regio Nunatsiavut en heeft bijgevolg de status van "Inuit Community Government". De voornaamste inkomstenbron van de inwoners is de krabbenvangst.

## Geschiedenis
In 1970 werd het dorp een gemeente met de status van local government community (LGC). In 1980 werden LGC's op basis van The Municipalities Act als bestuursvorm afgeschaft. De gemeente werd daarop automatisch een community om een aantal jaren later uiteindelijk een town te worden. Door de Labrador Inuit Land Claims Agreement is Makkovik sinds 2005 een Inuit community government.

## Geografie
Makkovik ligt aan de zuidoever van Makkovik Bay, een lange en nauwe zeearm, op ruim 10 km van het open water van de Labradorzee. De plaats ligt zo'n 20 km ten noordwesten van de Adlavikeilanden.
De dichtstbij gelegen bewoonde plaatsen in vogelvlucht zijn Postville (43 km naar het zuidwesten) en Hopedale (78 km naar het noordwesten). Het spookdorp Aillik ligt 14 km naar het noorden toe.

## Transport
Er zijn geen wegen die naar de outport Makkovik leiden. Het dorp is in de warme maanden bereikbaar via een veerboot die wekelijks de verbinding maakt met enerzijds Postville (69 km; drie uur) en anderzijds Rigolet (274 km; 11,5 uur). Vanuit beide plaatsen vaart de veerboot na een stop van een tweetal uur verder richting andere kustgemeenschappen.
Makkovik is het jaar rond ook te bereiken via Makkovik Airport. De luchtvaartmaatschappij PAL Airlines doet van daaruit zes bestemmingen aan (allemaal binnen Labrador).

## Demografie
Makkovik kende een zeer sterke demografische groei in de periode 1956–1966, waarna de bevolkingsomvang er in de jaren 70 en 80 geleidelijk bleef aangroeien. Sindsdien kende de plaats dertig jaar lang vrijwel een demografische stilstand. Dit in tegenstelling tot de meeste afgelegen plaatsen in de provincie, alwaar er zich de laatste decennia een continue demografische daling voordoet.
| Demografische ontwikkeling van Makkovik tussen 1951 en 2021                |
| -------------------------------------------------------------------------- |
|                                                                            |
| Bron: Statistics Canada (1951–1986, 1991–1996, 2001–2006, 2011–2016, 2021) |

## Gezondheidszorg
Gezondheidszorg wordt in de gemeente aangeboden door de Makkovik Community Clinic. Deze gemeenschapskliniek valt onder de bevoegdheid van de gezondheidsautoriteit Labrador-Grenfell Health (met inspraak van Nunatsiavut) en biedt de inwoners eerstelijnszorg en spoedzorg aan. Er zijn vier personeelsleden in dienst, met name twee verpleegsters, een personal care attendant en een onderhoudsmedewerker, met daarnaast de regelmatige aanwezigheid van een bezoekend arts.

## Galerij

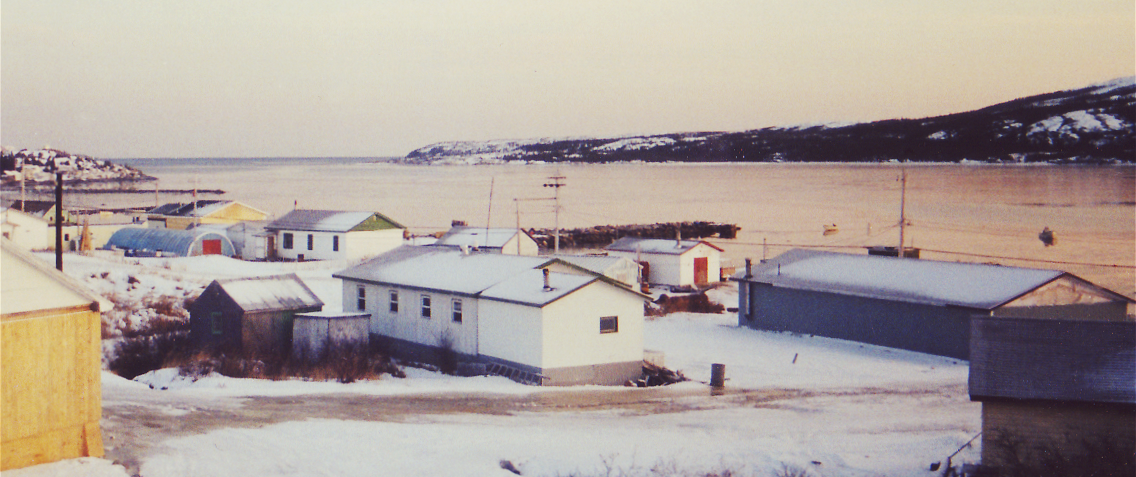
Zicht op Makkovik (1995)
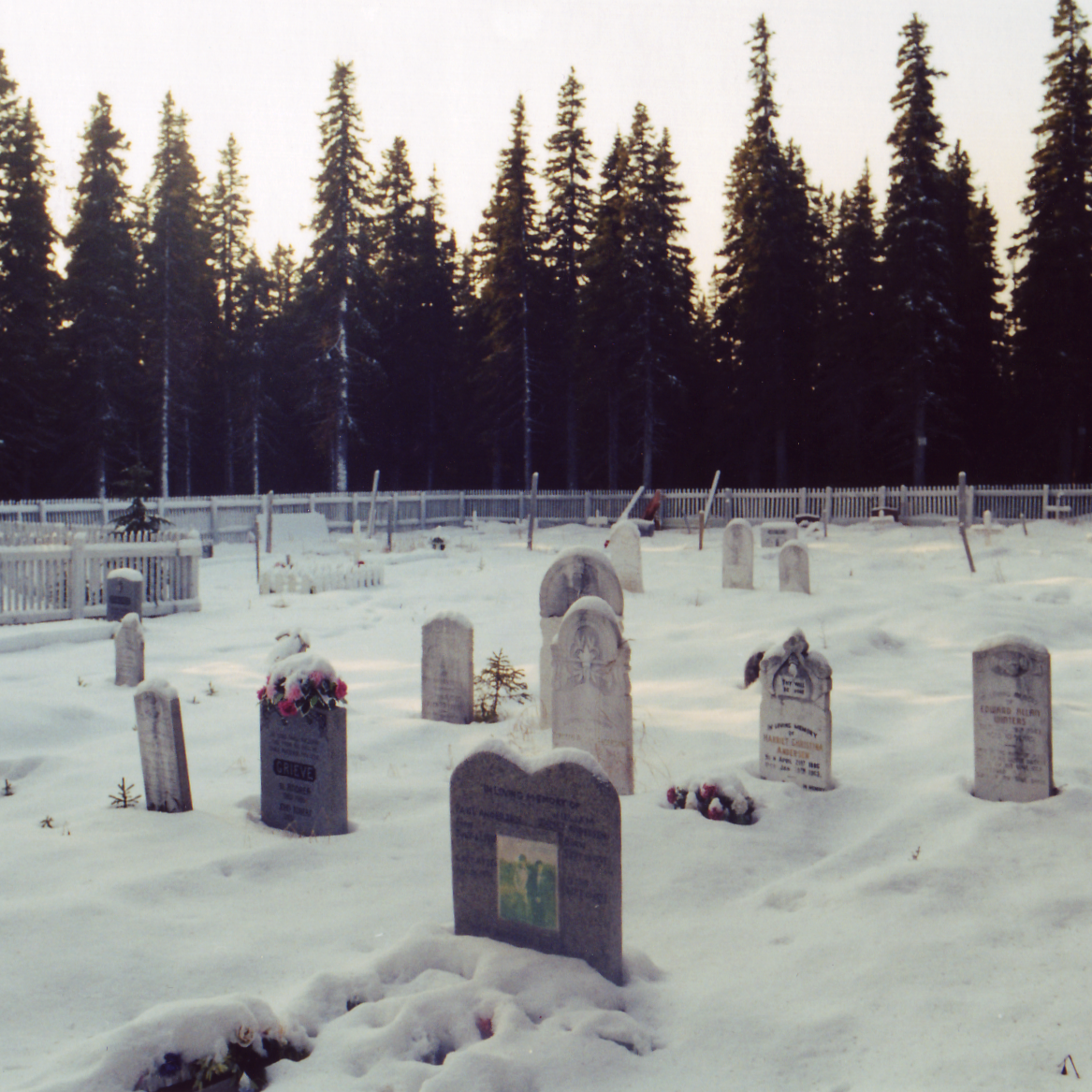
Gemeentelijk kerkhof (1995)